# Stylocoeniella
Genre
Stylocoeniella forme un genre de coraux de la famille des Astrocoeniidae.

## Liste d'espèces
Stylocoeniella comprend les espèces suivantes :
Selon World Register of Marine Species (19 août 2015) :
- Stylocoeniella armata Ehrenberg, 1834
- Stylocoeniella cocosensis Veron, 1990
- Stylocoeniella guentheri Bassett-Smith, 1890
- Stylocoeniella muscosus Claereboudt, 2006
- Stylocoeniella nikei Benzoni & Pichon, 2004

Selon ITIS (19 août 2015) :
- Stylocoeniella armata Ehrenberg, 1834
- Stylocoeniella cocosensis Veron, 1990
- Stylocoeniella guentheri Bassett-Smith, 1890